# Navidad con amigos
Navidad Con Amigos è un album di un'edizione speciale di Natale è stato rilasciato in Messico nel 2006 e una riedizione nel 2007, che ha coinvolto gli artisti: Ninel Conde, Fey, Belinda, RBD, e altri.

## Informazioni
La prima edizione include solo 12 canzoni cantate da artisti diversi, e ciascuno ha registrato un video musicale. Per la ri-edizione del 2007 sono state aggiunte 3 canzoni, Campanas en mi corazón della cantante Eiza González, Esta navidad di La Nueva Banda Timbiriche, e Los peces en el río nuevamente di RBD.

## Canzoni

### CD del 2006
1. Campana Sobre Campana - RBD
2. Rodolfo El Reno De La Nariz Roja - Belinda
3. Mamacita, ¿Dónde Está Santa Claus? - A.B. Quintanilla III y Los Kumbia All Starz
4. Ven A Mi Casa Esta Navidad - Angélica Vale/Ricardo Montaner
5. Regalo De Navidad - Intocable
6. El Año Viejo - Ninel Conde
7. Paseo En Trineo - Lucero
8. Los Peces En El Río - Shaila Dúrcal
9. Jingle Bells - Kika
10. Feliz Navidad - Alessandra
11. Noche de Paz - Edith Márquez
12. Un Año Más - Fey

### CD del 2007
1. Campanas En Mi Corazón - Eiza González (Lola)
2. Esta Navidad - La Nueva Banda Timbiriche
3. Los Peces En El Río - RBD

## DVD
Nel 2007 è stato pubblicato un DVD contenente 10 video dei 12 cantanti con titolo Navidad con Amigos 2006.

### Video
1. Rodolfo El Reno De La Nariz Roja - Belinda
2. Mamacita, ¿Dónde Está Santa Claus? - A.B. Quintanilla III y Los Kumbia All Starz
3. Ven A Mi Casa Esta Navidad - Angélica Vale/Ricardo Montaner
4. El Año Viejo - Ninel Conde
5. Paseo en Trineo - Lucero
6. Los Peces En El Río - Shaila Dúrcal
7. Jingle Bells - Kika
8. Feliz Navidad - Alessandra
9. Noche de Paz - Edith Márquez
10. Un Año Más - Fey